# جوينيث هربرت
جوينيث هربرت (بالإنجليزية: Gwyneth Herbert)‏ هي ملحنة ومغنية مؤلفة وعازفة الجاز ومغنية ومنتجة أسطوانات بريطانية، ولدت في 26 أغسطس 1981 في ويمبلدون في المملكة المتحدة.

## وصلات خارجية
- جوينيث هربرت على موقع ميوزك برينز (الإنجليزية)
- جوينيث هربرت على موقع ديسكوغز (الإنجليزية)